# Southeastern New England AVA
Southeastern New England AVA ist ein seit dem 28. März 1984 durch das Bureau of Alcohol, Tobacco, Firearms and Explosives anerkanntes Weinbaugebiet in den US-Bundesstaaten Connecticut, Massachusetts und Rhode Island.

## Lage
Die American Viticultural Area Southeastern New England verteilt sich auf die 13 Verwaltungsgebiete New Haven, New London und Middlesex in Connecticut; Bristol, Newport, Providence und Washington in Rhode Island; sowie Barnstable, Bristol, Dukes, Nantucket, Norfolk und Plymouth in Massachusetts.

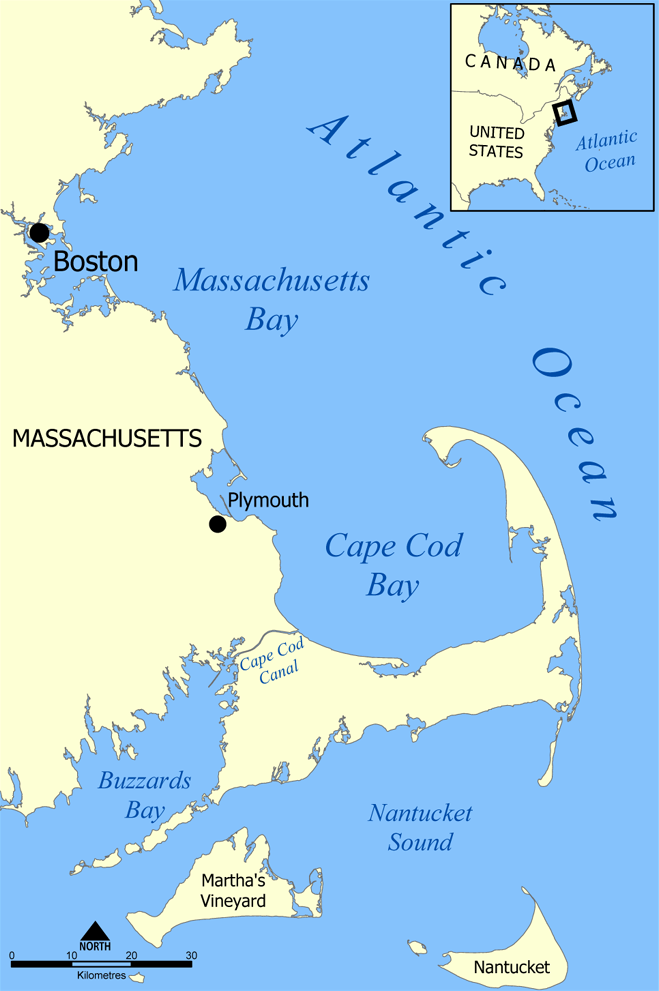
Karte der Küstenlinie von Massachusetts

Das Gebiet erstreckt sich vom südlichen Teil der Stadt Boston im Osten bis nach New London im Westen und beinhaltet neben einem nahezu 24 km breiten Küstenstreifen entlang des Long-Island-Sund, auf der Halbinsel Cape Cod sowie entlang der Massachusetts Bay auch alle küstennahen Inseln in diesem Gebiet. Obwohl durch die Küstennähe das Klima gemäßigt ist, wählen die Winzer immer noch die sehr winterharten französischen Hybridreben wie Seyval Blanc, Vidal Blanc und Maréchal Foch. Im Rahmen einer Qualitätsverbesserung finden jedoch immer mehr Edelreben der Familie Vitis vinifera wie z. B. der Riesling Eingang in den Rebsortenspiegel.